# Wyoming Highway 270
Der Wyoming Highway 270 (kurz: WYO 270) ist eine 118,08 km lange State Route im US-Bundesstaat Wyoming, die im Osten des Bundesstaates in den Counties Platte und Niobrara verläuft.

## Streckenverlauf

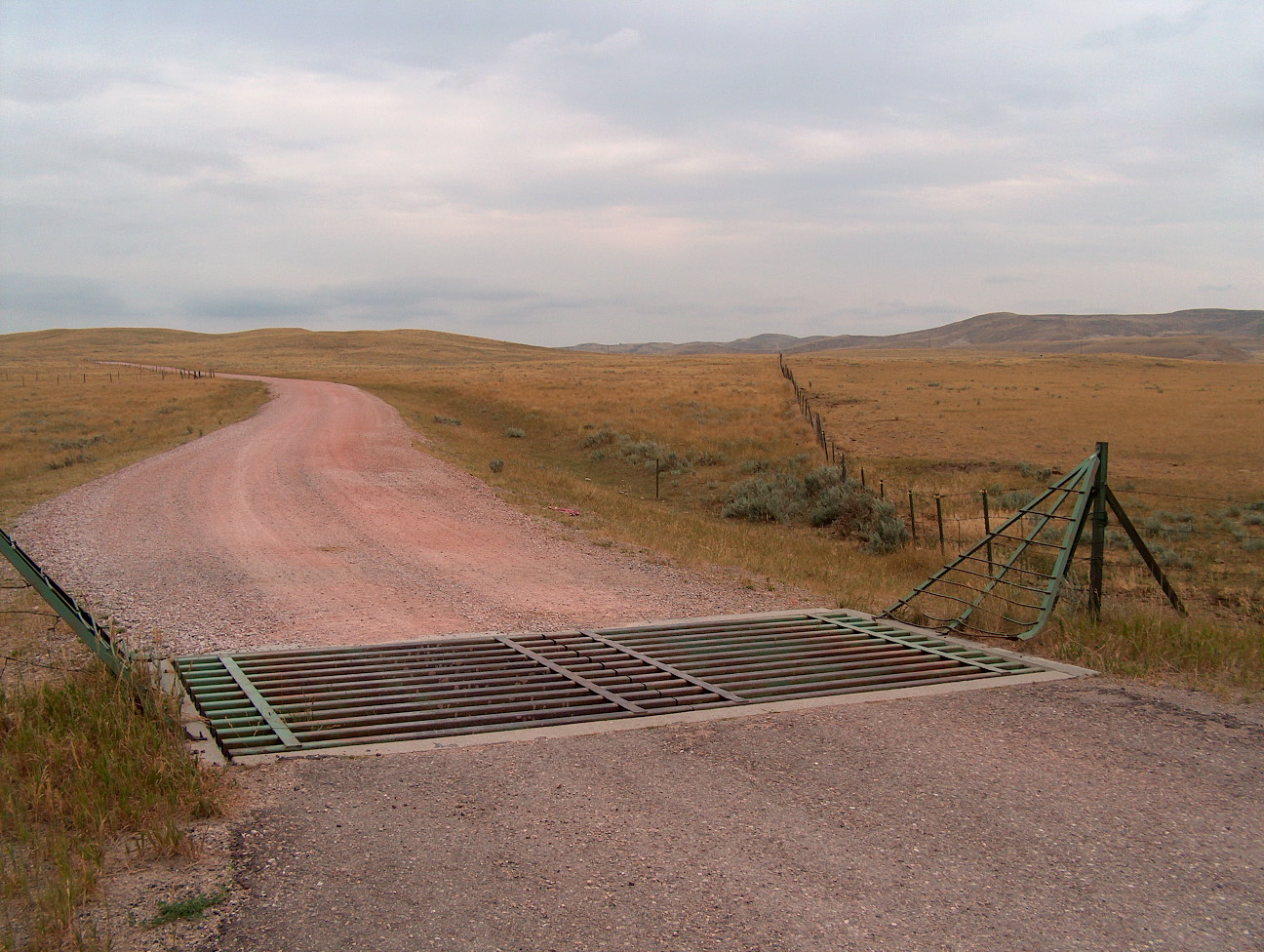
Abzweig einer Farmstraße vom WYO 270 im Platte County

Der Wyoming Highway 270 beginnt am U.S. Highway 26, unmittelbar östlich von Guernsey im Platte County. Von dort verläuft die Straße zunächst als Hartville Highway nach Norden und erreicht den Ort Hartville nach rund 7,3 km. Im Ort zweigt der Wyoming Highway 318 nach Osten ab. Der WYO 270 verläuft hinter Hartville weiter in kurvigem Verlauf in nördliche Richtung, kreuzt nach knapp 63 km die hier gebündelt verlaufenden U.S. Highways 18 und 20 und erreicht daraufhin den Ort Manville im Niobrara County. Weiter nördlich erreicht die State Route nach knapp 93 km den CDP Lance Creek, wo der Wyoming Highway 271 nach Westen abzweigt. Der Wyoming Highway 270 wendet sich daraufhin nach Osten, erhält den von Norden kommenden Wyoming Highway 272 und endet nach insgesamt 118,08 km an der Kreuzung mit U.S. Highway 18/85, ca. 30 km nördlich von Lusk im Niobrara County.

## Geschichte
Bis in die 1970er Jahre wurde der Streckenabschnitt des heutigen Wyoming Highway 270 zwischen Guernsey und Hartville und weiter bis Sunrise als Wyoming Highway 318 bezeichnet. Als die Straße nördlich von Hartville schließlich weiter ausgebaut wurde und bis Manville verlief, wurde der gesamte Streckenabschnitt zwischen Guernsey und Manville in Wyoming Highway 270 umbenannt, um Verwirrungen zu vermeiden.

## Belege
1. 1 2  AARoads: Wyoming State Route Log: 200 through 299. Abgerufen am 15. März 2024 (amerikanisches Englisch).
2. ↑  AARoads: Wyoming State Route Log: 300 through 399. Abgerufen am 15. März 2024 (amerikanisches Englisch).